# Kraina Elyona
Kraina Elyona – seria książek fantastycznych dla dzieci autorstwa Patricka Carmana.
Akcja książek toczy się w fantastycznej krainie Elyona. Główną bohaterką jest Alexa Daley, 12-letnia dziewczyna, która podróżuje w poszukiwaniu prawdy o swoim kraju i jego stwórcy.
W Polsce zostały wydane trzy pierwsze części serii z pięciu: Mroczne Wzgórza - (2005), Dolina Cierni - (2006) i Dziesiąte Miasto - (2007). Niewydane części to prequel: Into the Mist (2007) i księga czwarta: Stargazer (2008).